# Urban Hymns
Urban Hymns (engl.: Städtische Hymnen) ist das dritte offizielle Musikalbum der britischen Band The Verve, erschienen am 29. September 1997 bei Hut Recordings. Das Album erreichte Platz 1 der britischen Albumcharts und hatte ihn mit Unterbrechungen für insgesamt zwölf Wochen inne. Damit war das Album, das auch die einzige Nummer-Eins-Single der Band (The Drugs Don't Work) enthielt, das mit Abstand erfolgreichste der Gruppe. In Deutschland stieg es mit seiner Bestplatzierung auf Nummer 11 in die Charts ein, in den USA schaffte es das Album auf Platz 23.

## Beschreibung
Dominiert werden die Urban Hymns von acht Britpop-Rockballaden des seit 1995 zum Hauptsongwriter avancierten The-Verve-Frontmanns Richard Ashcroft. Diese Songs nebst dem Opener Bitter Sweet Symphony spielt er auch heute noch solo in seinem Live-Programm sowie mit der 2008 wiedervereinigten Band.
Mit Rolling People und Come On sind zwei alte „krachig-rockige“ Verve-Songs dabei, die noch aus den Aufnahmen zu A Northern Soul stammen. Der Song Neon Wilderness ist der einzige Song, der einen Bezug zu den sehr frühen sphärisch-surrealen Zeiten der Band (The Verve E.P. & A Storm in Heaven) herstellt und zugleich mit Deep Freeze einer der beiden Songs des Albums, die Nick McCabes Songwriting entsprungen sind. Das sehr „elektronische“ Deep Freeze war zunächst als Album-Intro für den Titel Bitter Sweet Symphony gedacht, von den Produzenten wurde dies jedoch abgelehnt und der Song als Hidden Track am Ende des Albums positioniert.
Der Britpop hatte 1997 seinen Zenit bereits überschritten, und nach Ansicht vieler Kritiker empfahlen sich The Verve damals mit den Urban Hymns als diejenigen, die eine neue Perspektive hätten eröffnen und die künstlerisch zuletzt enttäuschenden Oasis hätten beerben können. Die Trennung der Band bald nach dem Ausstieg von Nick McCabe machte diese Hoffnung zunichte.

## Titel des Albums
1. Bitter Sweet Symphony (5:58)
2. Sonnet[1] (4:21)
3. Rolling People (7:01)
4. The Drugs Don’t Work[1] (5:05)
5. Catching the Butterfly (6:26)
6. Neon Wilderness (2:37)
7. Space and Time[1] (5:36)
8. Weeping Willow[1] (4:49)
9. Lucky Man[1] (4:53)
10. One Day[1] (5:03)
11. This Time[1] (3:50)
12. Velvet Morning[1] (4:57)
13. Come On (7:35)
14. Deep Freeze (Hidden Track – 2:14)

## Auszeichnungen
Die Urban Hymns sind das fünft-schnellst-verkaufte Album in der britischen Musikgeschichte und markieren den Höhepunkt der Bandgeschichte. 1998 erhielten The Verve für das Album drei BRIT Awards – bestes Album, beste Band und beste Produzenten – und eine Auszeichnung im Rahmen des Mercury Music Prize. Der Song Bitter Sweet Symphony wurde ein Jahr später als Soundtrack-Beitrag zu dem Film Eiskalte Engel in zwei Kategorien für den Grammy nominiert.

## Kommerzieller Erfolg

### Chartplatzierungen

#### Album
| ChartsChartplatzierungen       | Höchstplatzierung | Wochen |
| ------------------------------ | ----------------- | ------ |
| Deutschland (GfK)              | 11 (56 Wo.)       | 56     |
| Österreich (Ö3)                | 9 (27 Wo.)        | 27     |
| Schweiz (IFPI)                 | 13 (28 Wo.)       | 28     |
| Vereinigte Staaten (Billboard) | 23 (46 Wo.)       | 46     |
| Vereinigtes Königreich (OCC)   | 1 (161 Wo.)       | 161    |

| ChartsJahrescharts (1997)    | Platzierung |
| ---------------------------- | ----------- |
| Deutschland (GfK)            | 97          |
| Vereinigtes Königreich (OCC) | 2           |

| ChartsJahrescharts (1998)    | Platzierung |
| ---------------------------- | ----------- |
| Deutschland (GfK)            | 51          |
| Vereinigtes Königreich (OCC) | 6           |

#### Singles
| Jahr | Titel                 | Höchstplatzierung, Gesamtwochen, AuszeichnungChartplatzierungen (Jahr, Titel, , Platzierungen, Wochen, Auszeichnungen, Anmerkungen) | Höchstplatzierung, Gesamtwochen, AuszeichnungChartplatzierungen (Jahr, Titel, , Platzierungen, Wochen, Auszeichnungen, Anmerkungen) | Höchstplatzierung, Gesamtwochen, AuszeichnungChartplatzierungen (Jahr, Titel, , Platzierungen, Wochen, Auszeichnungen, Anmerkungen) | Höchstplatzierung, Gesamtwochen, AuszeichnungChartplatzierungen (Jahr, Titel, , Platzierungen, Wochen, Auszeichnungen, Anmerkungen) | Höchstplatzierung, Gesamtwochen, AuszeichnungChartplatzierungen (Jahr, Titel, , Platzierungen, Wochen, Auszeichnungen, Anmerkungen) | Anmerkungen                           |
| Jahr | Titel                 | DE | AT | CH | UK | US | Anmerkungen                           |
| ---- | --------------------- | --- | --- | --- | --- | --- | ------------------------------------- |
| 1997 | Bitter Sweet Symphony | DE37 (22 Wo.)DE | AT15 (12 Wo.)AT | CH15 (29 Wo.)CH | UK2 (56 Wo.)UK | US12 (20 Wo.)US | Erstveröffentlichung: 16. Juni 1997   |
| 1997 | The Drugs Don’t Work  | DE87 (7 Wo.)DE | — | — | UK1 (20 Wo.)UK | — | Erstveröffentlicht: 1. September 1997 |
| 1997 | Lucky Man             | DE89 (5 Wo.)DE | — | — | UK7 (17 Wo.)UK | — | Erstveröffentlicht: 24. November 1997 |
| 1998 | Sonnet                | — | — | — | UK74 (4 Wo.)UK | — | Erstveröffentlicht: 2. März 1998      |

### Auszeichnungen für Musikverkäufe
| Land/Region                  | Auszeichnungen für Musikverkäufe (Land/Region, Auszeichnung, Verkäufe) | Verkäufe    |
| ---------------------------- | ---------------------------------------------------------------------- | ----------- |
| Argentinien (CAPIF)          | Gold                                                                   | 30.000      |
| Australien (ARIA)            | 3× Platin                                                              | 210.000     |
| Belgien (BRMA)               | Platin                                                                 | 50.000      |
| Deutschland (BVMI)           | Platin                                                                 | 500.000     |
| Europa (IFPI)                | 4× Platin                                                              | (4.000.000) |
| Frankreich (SNEP)            | Platin                                                                 | 300.000     |
| Italien (FIMI)               | Platin                                                                 | 50.000      |
| Japan (RIAJ)                 | Gold                                                                   | 100.000     |
| Kanada (MC)                  | 2× Platin                                                              | 200.000     |
| Neuseeland (RMNZ)            | 5× Platin                                                              | 75.000      |
| Niederlande (NVPI)           | Platin                                                                 | 100.000     |
| Schweden (IFPI)              | Platin                                                                 | 80.000      |
| Schweiz (IFPI)               | Platin                                                                 | 50.000      |
| Spanien (Promusicae)         | Platin                                                                 | 100.000     |
| Vereinigte Staaten (RIAA)    | Platin                                                                 | 1.000.000   |
| Vereinigtes Königreich (BPI) | 11× Platin                                                             | 3.300.000   |
| Insgesamt                    | 2× Gold · 34× Platin ·                                                 | 6.145.000   |